# Technická prohlídka silničního vozidla

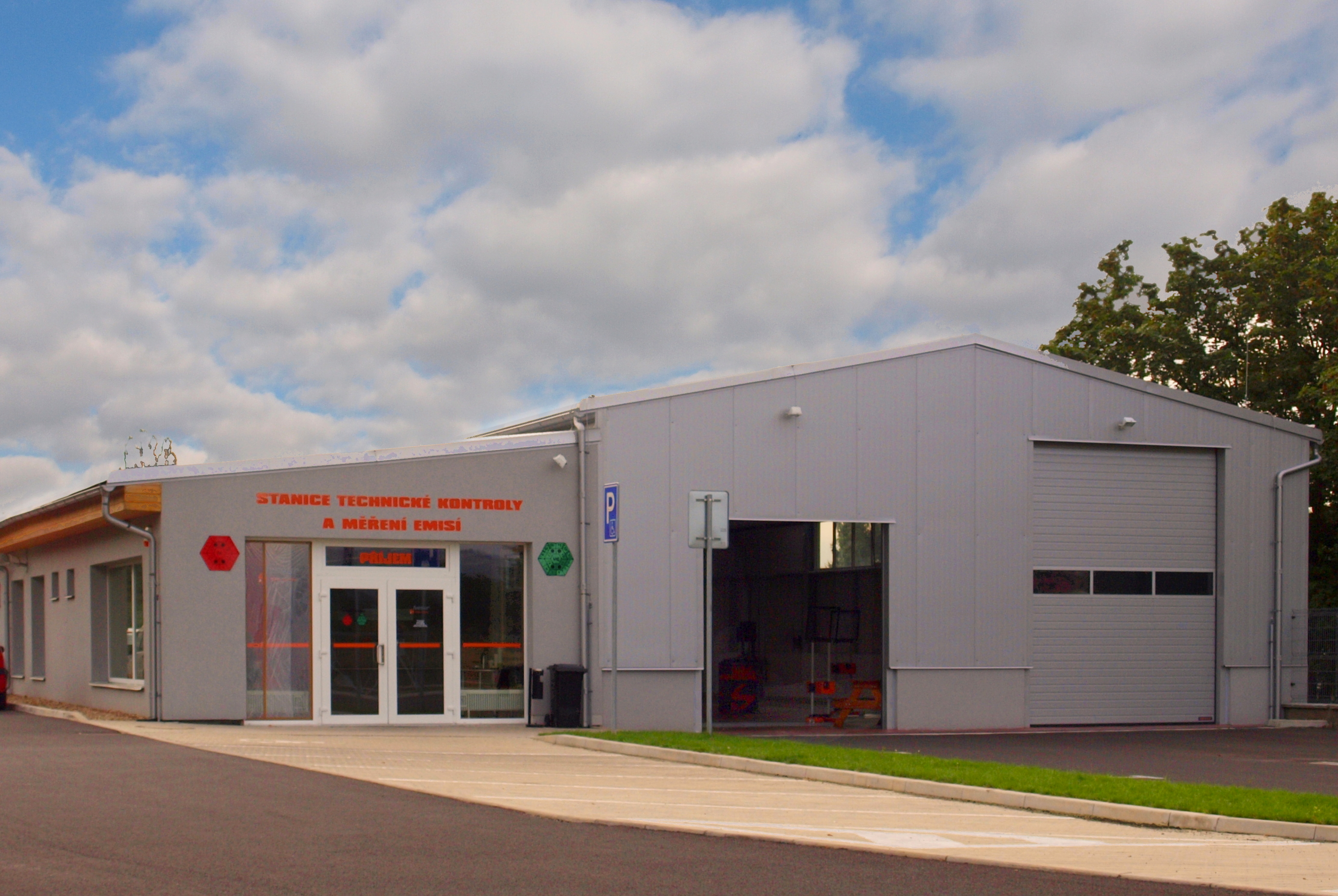
Stanice technické kontroly

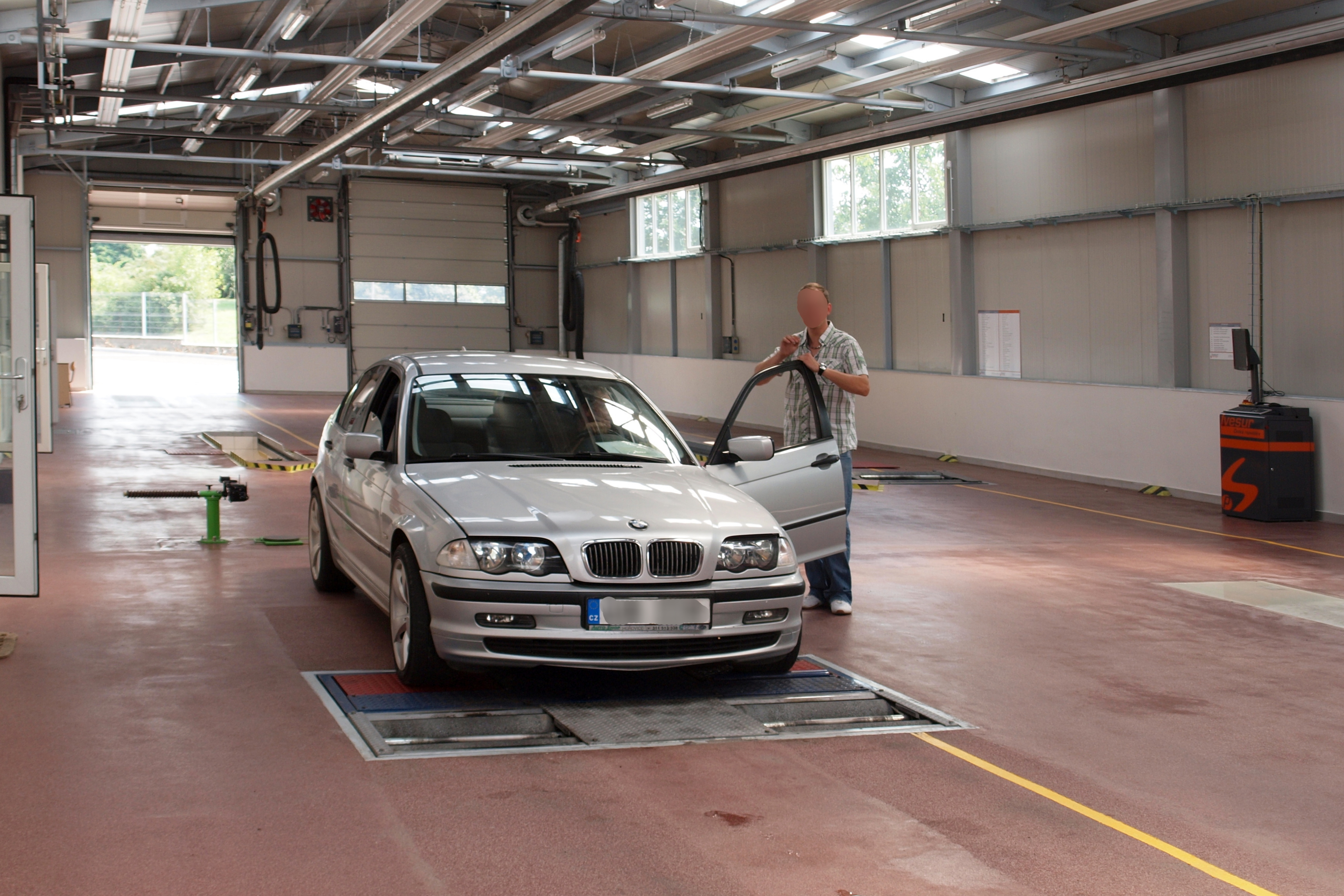
Stanice technické kontroly – válcová zkušebna brzd

Technická prohlídka silničního vozidla je v Česku zákonem vyžadovaná kontrola technického stavu, kterému podléhají všechna silniční vozidla evidovaná v Česku a opatřená registrační značkou s výjimkou vozidel kategorie R. Registrační značka při technické prohlídce není podmínkou za předpokladu, že vozidlo není v Česku ještě registrováno a jehož majitel se vozidlo chystá zaregistrovat, registrační značku nemusí mít také vozidla, která jsou v depozitu. V minulosti bylo možné přijmout i vozidlo bez registrační značky, které v technickém průkaze nemělo uvedeného majitele, takový průkaz se slangově nazýval čistopis. Čistopisy nabytím účinnosti zákona č. 239/2013 Sb., kterým se mění zákon č. 56/2001 Sb. již nejsou vydávany. Technická prohlídka se provádí na stanicích technické kontroly zavedených v Československu roku 1972.
Průběh a podmínky technické prohlídky vozidla upravuje zákon č. 56/2001 Sb. o podmínkách provozu vozidel na pozemních komunikacích a o změně zákona č. 168/1999 Sb., o pojištění odpovědnosti za škodu způsobenou provozem vozidla a o změně zákonů (zákon o pojištění odpovědnosti z provozu vozidel), ve znění zákona č. 307/1999 Sb., platného od 1. 7. 2001.

## Platnost
| Vozidlo                                                                       | První prohlídka | Další prohlídky |
| ----------------------------------------------------------------------------- | --------------- | --------------- |
| osobní automobil                                                              | 4               | 2               |
| nákladní automobil do 3 500 kg                                                | 4               | 2               |
| nákladní automobil nad 3 500 kg                                               | 1               | 1               |
| autobus                                                                       | 1               | 1               |
| motocykl do 50 cm3 nebo do 50 km·h−1 s výjimkou motocyklu opatřeného šlapadly | 6               | 4               |
| motocykl nad 50 cm3 a nad 50 km·h−1 nebo motocykl opatřený šlapadly           | 6               | 4               |
| traktor                                                                       | 4               | 4               |
| nebrzděný přívěs do 750 kg                                                    | 6               | 4               |
| přípojné vozidlo do 3 500 kg kromě nebrzděného přívěsu do 750 kg              | 4               | 2               |
| přípojné vozidlo nad 3 500 kg                                                 | 1               | 1               |
| vozidlo taxislužby, vozidlo s právem přednosti v jízdě, speciální automobil   | 1               | 1               |
| vozidlo autopůjčovny s výjimkou nebrzděného přívěsu do 750 kg                 | 1               | 1               |